# Jacobi Jolán
Jacobi Andorné Székács Jolán, külföldön Jolande Jacobi, született Schwarz Jolán Sára (Budapest, 1890. március 25. – Zürich, 1973. április 1.) magyar származású svájci pszichológus, aki előbb Carl Gustav Jung tanítványa, majd munkatársa volt.

## Élete
Budapesten született Székács (Schwarz) Antal üveggyáros, nagykereskedő, fővárosi bizottsági tag (1945-ben öngyilkos lett a nyilasok üldözései miatt) és Messinger Antónia gyermekeként. Az első lányok között volt, akik gimnáziumba járhattak. 1908-ban Budapesten érettségizett. 1909. június 20-án házasságot kötött Jacobi Andor (1876–1944) budapesti ügyvéddel. A pár 1911-ben áttért az evangélikus hitre.
Az első világháború után a vörösterror elől a Jacobi család két fiukkal - Andorral és Ernővel - Bécsbe költözött. Jacobi Andor 1924-ben depressziótól szenvedett, s felesége ekkor találkozott először mentális betegséggel. 1926-ban Jacobi Jolán barátságot kötött Albert von Trentini íróval, akinek hatására 1934-ben áttért a római katolikus hitre.
1928 és 1938 között az Osztrák Kultúrszövetség ügyvezető alelnökeként kulturális és tudományos szervező munkát végzett. E munka során számos kapcsolatot épített ki művészekkel és tudósokkal, a magánéletében is. Köztük volt Hermann Broch és Ernst Polak is. Jacobi hívta fel Polak figyelmét Moritz Schlickre, aki tanulmányaiban meghatározó szerepet játszott.
A Kultúrszövetségben végzett munkája kapcsán találkozott először C. G. Junggal. Ezután elkötelezte magát a jungi analitikus pszichológia mellett. 1934-ben, egy évvel azután, hogy a nácik hatalomra kerültek Németországban, elkezdett pszichológiát tanulni a Bécsi Egyetemen Charlotte Bühler és Karl Bühler irányítása alatt. 1938 kapta meg doktorátusát. Még ebben az évben fiával Svájcba menekült, míg férje visszatért Magyarországra, ahol 1944-ben a budapesti gettóban nyoma veszett. 1938 és 1943 között Jungnál analitikus pszichológiai kiképzést szerzett a Zürich melletti Küsnachtban, illetve 1939-ben kezdeményezte a C. G. Jung Intézet létrehozását.
1939 első felében az angliai emigrációban lévő Ernst Polak is közreműködött a Jacobi Jolán által kiadott műben, amely mestere, C. G. Jung elméleti alapvetéseit foglalja össze. A mű 1940-ben jelent meg először a zürichi Rascher Verlag gondozásában, amihez az előszót C. G. Jung írta. Ezt követően más kiadóknál is megjelent és 15 nyelvre fordították le.
1957-ben osztrák állampolgárságot kapott.
Halála miatt befejezetlen maradt utolsó pszichológiai könyve, amelyen korábban intenzíven dolgozott: "A fa mint szimbólum".

## Művei

### Szerzőként
- Die Psychologie von C. G. Jung. Eine Einführung in das Gesamtwerk. Rascher, Zürich 1940; 5. erg. A. ebd. 1967.
- Komplex, Archetypus, Symbol in der Psychologie C. G. Jungs. Rascher, Zürich 1957.
- Der Weg zur Individuation. Rascher, Zürich 1965.
- Frauenprobleme, Eheprobleme. Rascher, Zürich 1968.
- Vom Bilderreich der Seele. Wege und Umwege zu sich selbst. Walter, Olten 1969.
- Die Seelenmaske. Einblicke in die Psychologie des Alltags. Walter, Olten 1971.
- Der Baum als Symbol. Aspekte analytischer Psychologie, Basel, 1975.

### Szerkesztőként
- Paracelsus: Lebendiges Erbe. Eine Auslese aus seinen sämtlichen Schriften mit 150 zeitgenössischen Illustrationen. Rascher, Zürich 1942
  - Újabb kiadás: Paracelsus, Arzt und Gottsucher an der Zeitenwende. Eine Auswahl aus seinem Werk. Mit einer Einführung von Gerhard Wehr. Walter, Olten 1991
  - Reprint von 1942. Mit einer Erweiterung von Viktor von Weizsäcker. Reichl, St. Goar 2002.
- Psychologische Betrachtungen. Eine Auswahl aus den Schriften von C.G. Jung. Rascher, Zürich 1945
  - Átdolgozott új kiadás: Mensch und Seele. Walter, Olten 1971.
- Symbole der Wandlung. Analyse des Vorspiels zu einer Schizophrenie (mit C.G. Jung). Rascher, Zürich 1952 (= a Wandlungen und Symbole der Libido átdolgozott kiadása)

## Fordítás
- Ez a szócikk részben vagy egészben  a   Jolande Jacobi című német Wikipédia-szócikk ezen változatának fordításán alapul.  Az eredeti cikk szerkesztőit annak laptörténete sorolja fel. Ez a jelzés csupán a megfogalmazás eredetét és a szerzői jogokat jelzi, nem szolgál a cikkben szereplő információk forrásmegjelöléseként.